# Émile Delage
Émile Delage (ur. w XIX wieku - zm. w XX wieku) – francuski kolarz torowy, srebrny medalista mistrzostw świata.

## Kariera
Największy sukces w karierze Émile Delage osiągnął w 1906 roku, kiedy zdobył srebrny medal w sprincie indywidualnym amatorów podczas mistrzostw świata w Genewie. W zawodach tych wyprzedził go jedynie Włoch Francesco Verri, a trzecie miejsce zajął kolejny włoski kolarz - Dario Rondelli. Był to jedyny medal wywalczony przez Delage'a na międzynarodowej imprezie tej rangi. W tej samej konkurencji dwukrotnie zdobywał medale torowych mistrzostw Francji, ale nigdy nie zwyciężył. Dwukrotnie również zajmował trzecie miejsce w Grand Prix Paryża. Nigdy nie wystartował na igrzyskach olimpijskich. 